# TER Nouvelle-Aquitaine
A TER Nouvelle-Aquitaine a délnyugat-franciaországi Nouvelle-Aquitaine régiót kiszolgáló regionális vasúthálózat. A francia nemzeti vasúttársaság, az SNCF üzemelteti. 2017-ben alakult a korábbi TER Aquitaine, TER Limousin és TER Poitou-Charentes hálózatokból, miután az érintett régiók egyesültek.

## Története
A három közigazgatási régió, Aquitánia, Limousin és Poitou-Charentes egyesülésére 2015. január 16-án került sor a régiók lehatárolásáról szóló törvény módosításainak megfelelően. A TER Nouvelle-Aquitaine, amely a korábbi TER Aquitaine, TER Limousin és TER Poitou-Charentes hálózatokat egyesítette, azonban csak 2017-ben indult el.
2018 szeptemberében a Nouvelle-Aquitaine régió ellenezte az SNCF azon politikáját, hogy a vonatok kalauz nélkül közlekedjenek, mivel az előbbi azt akarta, hogy a csalások elkerülése és a jegyek eladása érdekében kalauzok legyenek jelen a vonatokon.

## Hálózat
Nouvelle-Aquitaine régiót 3600 kilométernyi vasútvonal fedi le (beleértve a 249 kilométeres LGV Sud Europe Atlantique-ot, amely az LGV Atlantique-ot köti össze Bordeaux-val)[2]. 308 állomás és megállóhely van. A régiót TGV, Intercités, TER járatok szelik át.
A TER vonatok által kiszolgált városokat az alábbi táblázat foglalja össze. Több vonalon a vonatokat buszok egészítik ki. Mivel ezeket a járatokat a következő szakasz táblázata tartalmazza, a táblázat nem veszi őket figyelembe. A vasúti és buszhálózat 2021. januári állapot szerint:

## TER hálózat

### Busz
| Line | Bus route                                          |
| ---- | -------------------------------------------------- |
| R1   | Poitiers - Parthenay - Bressuire - Cholet - Nantes |
| R2   | Thouars - Loudun - Chinon                          |
| R3   | Angoulême - Pons                                   |
| R7   | Limoges - Uzerche - Tulle                          |
| R9   | Limoges - Aubusson - Felletin                      |
| R12  | Ussel - Auzances - Montluçon                       |
| R13  | Ussel - Felletin - Aubusson - Montluçon            |
| R15  | La Souterraine - Guéret - Aubusson - Felletin      |
| R16  | Ussel - Bort-les-Orgues                            |
| R17  | Felletin - Aubusson - Clermont-Ferrand             |
|      | Agen - Villeneuve-sur-Lot                          |
|      | Dax - Puyoô - Mauléon                              |
|      | Barbotan - Marmande                                |
|      | Mont-de-Marsan - Barbotan - Agen                   |
|      | Oloron-Sainte-Marie - Canfranc                     |
|      | Agen - Aire-sur-l'Adour - Pau                      |
|      | Mont-de-Marsan - Pau                               |

## Járművek
| Sorozat                                      | Darabszám | STF SAQ | STF SMP | Összesen |
| -------------------------------------------- | --------- | ------- | ------- | -------- |
| SNCF BB 7200 sorozat                         | –         | 2       |         | 2        |
| SNCF B 81500 sorozat                         | 3 részes  | 52      | –       | 52       |
| SNCF B 82500 sorozat                         | 4 részes  | 10      | –       | 10       |
| SNCF X 72500 sorozat                         | 2 részes  | 14      | –       | 14       |
| SNCF X 73500 sorozat                         | egyrészes | 53      | –       | 53       |
| SNCF Z 51500 sorozat és SNCF B 84500 sorozat | 4 részes  | 42      | –       | 42       |
| SNCF Z 56300 sorozat                         | 6 részes  | 24      | –       | 24       |